# Phaloria gilva
Phaloria gilva är en insektsart som beskrevs av Andrej Vasiljevitj Gorochov 1996. Phaloria gilva ingår i släktet Phaloria och familjen syrsor. Inga underarter finns listade i Catalogue of Life.